# Bosiite
La bosiite è un minerale del gruppo delle tormaline.

## Etimologia
Il minerale venne ufficialmente identificato come tale dopo il 2011 da un gruppo di scienziati dell'Università statale di Mosca e dall'Accademia russa delle scienze. 5 anni dopo il nome del minerale è stato dedicato a Ferdinando Bosi, ricercatore dell'Università degli Studi di Roma "La Sapienza", esperto in cristallografia e mineralogia delle tormaline e degli spinelli.